# 자이언트 로보
자이언트 로보(ジャイアントロボ)는 1967년 일본 만화 작품으로 세계 정복을 노리는 비밀 결사 집단 빅 파이어 단 과 그에 맞서는 국제경찰기구의 항쟁을 다룬 거대 메카가 가미된 스파이 액션물이다.

## 등장인물
- 유니콘 BF단과 싸우기 위해 만들어진 국련비밀경찰로 전 세계에 지부가 있다. 일본 지부는 도쿄 부근에 위치해 있다.
  - 쿠사마 다이사쿠(U7) 문서 참고
  - 미나미 쥬로(U3) - 배우는 이토 아키오 수수께끼의 조난 사고를 조사하기 위해 다이사쿠와 같은 배를 타고 있었던 유니콘 대원. 다이사쿠가 유니콘의 일원이 된 이후에는 항상 다이사쿠와 함께 활동한다. 다이사쿠를 유니콘에 들어오도록 추천한 것도 바로 그다. 다이사쿠의 형과 같은 인물로 가벼운 성격에 사람 좋은 면이 있지만 위기에 빠지게 되더라도 냉정 침착한 면이 있어서 수많은 사건들을 해결한다.
  - 아즈마 지부장(U1) - 배우는 다테 쇼자부로 유니콘 일본 지부의 지부장. 현실을 직시하면서 행동하며 부하를 사지로 보내는 것도 마다하지 않을 정도로 냉정한 면이 있지만 부하를 생각하는 따뜻함과 책임감이 넘치는 훌륭한 지휘관. 그 냉정함 때문에 고다에게 반감을 산 적도 있다. 미나미 대원은 그에게 야단을 맞는 일이 많다.
  - 니시노 미츠코(U5) - 배우는 카타야마 유미코 아즈마 지부장의 어시스턴트로 통신 담당이다. 가끔은 작전에 투입 되기도 한다.
  - 마리 하나무라(U6) - 배우는 쿠와바라 토모미 7화부터 일본 지부로 새로 배속된 대원. 다이사쿠와 비슷한 나이대의 소녀다. 차분한 성격에 머리도 좋아서 39개 국어를 할 줄 알며 암호 해독의 전문가다. 19화에서 메트로스리의 약점인 가운데 눈을 정확하게 쏴서 맞출 정도로 사격 실력도 뛰어나다. 유니콘 일본 지부의 마스코트와 같은 존재이지만 입이 험한 면도 있다.
  - 타도고로 일본 지부의 과학자. Q.Q.V 금속을 개발 한다.

- 기타
  - 닥터 가르츄아 1화에서 등장. 자이언트 로보를 만든 과학자. BF단의 지구정복 계획에 반감을 품고 배신한다. 자이언트 로보를 파괴하기 위해 시한 폭탄을 설치했으며 아지트에서 탈출하던 다이사쿠에게 자이언트 로보의 조종기를 넘겨준다. 그 뒤로 다이사쿠와 미나미 대원의 탈출을 돕고 사망. 가르츄아가 설치한 시한폭탄은 폭발하지만 자이언트 로보는 파괴되지 않았고 아지트만 파괴 되었다. 소노시트 드라마 판에서는 자이언트 로보를 파괴하려는 장면은 없으며 지구와 인류를 위해 다이사쿠에게 자이언트 로보를 넘겨준다. 히라야마 토오루가 쓴 "내가 사랑하는 캐릭터들"에서 나온 본명은 에리히 가르츄아. 서독 북단 덴마크 출신으로 나치의 숙청 대상이었지만 스파이더가 자신의 변덕으로 살려주었다고 한다. 딸과 아내가 BF단에게 무참히 숙청당한 것이 조직을 배신한 원인이 되었다는 설정이 있다.
  - 야스이 교수 3화에서 등장. 일본이 자랑하는 최고의 식물학자. 사탄로즈를 개화시킬 수 있는 유일한 사람이라고 한다. 닥터 오버가 요구한 사탄로즈의 개화를 거절하지만 그 때문에 닥터 오버에게 뇌수술을 받게 되어 강제로 사탄 로즈를 개화시키게 된다. 그 뒤로 구출되어 병원으로 이송되었다. 17화에서 다시 등장하여 사탄로즈가 강화되어 열 에너지를 흡수해 강해진다고 말하지만 유니콘 외에는 아무도 그 말을 믿지 않았다.
  - 사사루 공주 13화에서 등장. 알라 공화국의 공주. 마리와 매우 비슷하게 생겼다. 모습 뿐만 아니라 입이 험한 면도 닮았다. 국왕을 협박하려는 BF단에 의해 간몬스에게 납치되지만 무사히 구출된다.
  - 고다 15화에서 등장. 전직 유니콘 대원으로 U9으로 활동했었으나 아즈마 지부장에 대한 반발로 유니콘에서 나와 독자적인 활동을 하고 있었다. 미스터 골드의 핵 미사일 기지에서 다이사쿠 일행을 도와준다. 아즈마 지부장에게 다시 돌아올 생각은 없냐는 권유를 받지만 자신이 나설 자리는 없다고 말하며 떠난다.